# Auttoinen
Auttoinen este o arie protejată (arie specială de conservare — SAC, sit de importanță comunitară — SCI) din Finlanda întinsă pe o suprafață de 4 ha, integral pe uscat.

## Localizare
Centrul sitului Auttoinen este situat la coordonatele 61°17′55″N 25°05′31″E / 61.2986°N 25.0919°E.

## Înființare
Situl Auttoinen a fost declarat sit de importanță comunitară în august 1998 pentru a proteja 1 specie de plante. Situl a fost protejat și ca arie specială de conservare în aprilie 2015.

## Biodiversitate
Situată în ecoregiunea boreală, aria protejată nu include niciun habitat protejat.
La baza desemnării sitului se află o specie protejată de  plante: turiță (Agrimonia pilosa).